# Hassi Etile
Hassi Etile este o comună din departamentul Néma, Regiunea Hodh Ech Chargui, Mauritania, cu o populație de 5.677 locuitori.